# 한국사회민주당
한국사회민주당(韓國社會民主黨)은 2002년 11월 3일에 한국노동조합총연맹(한국노총)을 중심으로 결성된 대한민국의 사회민주주의, 진보주의 정당이다.
민주사회당(民主社會黨)이라는 이름으로 창당한 이 정당은 이남순 한국노총 위원장이 고문단 의장을 역임했다. 2003년 3월 27일에는 민주사회당이 정기 전당대회를 통해 당명을 한국사회민주당으로 바꾸고 새로 합류한 장기표를 대표로 추대했다.
한국사회민주당은 "사회민주주의 이념에 기반한 민주 복지 사회 실현, 노동과 자본의 조화, 특권과 차별이 없는 균형 있는 사회 구현, 한국 사회의 고질적인 경제 위기·국민 갈등·사회 불안 해결, 국민 복지·사회 평화·민족 도약의 새 세상 건설"을 정당의 기본 정책으로 제시했다. 또한 미국이 주도한 2003년 이라크 침공에 대해서는 "미국과 자본의 이익을 대변한 추악한 침략 전쟁"이라고 비판하는 성명을 발표했다.
2004년 2월 5일에 박창화·정해훈 녹색평화당 공동대표, 장기표 한국사회민주당 대표, 이남순 한국사회민주당 고문당 의장이 "부패 정치 청산, 경제 위기 극복, 녹색 환경 보전, 사회 복지 확립"을 위한 녹색평화당과 한국사회민주당의 통합을 선언했다. 녹색평화당과 한국사회민주당은 2004년 2월 22일에 서울 올림픽공원 역도경기장에서 열린 통합 전당대회를 통해 녹색사민당을 창당했다.